# Nicolae Meggyesi
Nicolae Meggyesi (în maghiară Meggyesi Miklós) a fost voievod al Transilvaniei în anul 1277 (prima oară) și între anii 1315-1316 (a doua oară).